# 賴連光
賴連光（1929年6月21日—2016年2月8日），台灣籃球運動員。他曾代表中華民國參加1956年夏季奧林匹克運動會和1959年世界籃球錦標賽等國際賽事，其中在1959年世界籃球錦標賽協助球隊獲得隊史最佳的第四名。自國軍退役後，於道明中學任職體育教師，直至退休。妻子林招枝也是運動員，主攻標槍項目，兩人於1958年亞洲運動會集訓上認識，進而交往結為連理。

## 外部連結
- 賴連光在fiba.basketball（英语）
- 賴連光在fiba.basketball（英语）
- 賴連光在fiba.basketball（英语）
- 賴連光在archive.fiba.com（存檔）（英语）
- 賴連光在archive.fiba.com（存檔）（英语）
- 賴連光在archive.fiba.com（存檔）（英语）
- 賴連光在Basketball-Reference.com（國際）（英语）
- 賴連光在Proballers（英语）
- 賴連光在Olympedia（英语）